# Reconnu garant de l'environnement
Pour les articles homonymes, voir RGE.
La mention (ou le label) Reconnu garant de l'environnement (RGE), permet aux particuliers et à d'autres commanditaires potentiels d'identifier plus facilement les entreprises et artisans bénéficiant d’une qualification professionnelle reconnue en matière de rénovation énergétique, et donc d'identifier les entreprises souhaitant en France se distinguer par leur valeur environnementale. Le label a été prévu pour conditionner certaines aides publiques, par exemple pour « rénover plus vert », c'est-à-dire en respectant mieux l'environnement. 
Par le biais de cette mention, l'État veut augmenter le nombre et la qualité des rénovations dans le parc immobilier français afin de réduire la consommation d'énergie en France et les émissions de gaz à effet de serre (GES).

## Historique
La charte RGE a été instituée par le gouvernement en 2015, guidé par l'ADEME et les différents organismes de qualifications et certifications Qualibat, Qualit'enr, Qualifelec, Cequami et Ceribat. Elle défend la reconnaissance qu'elle accorde à ces entreprises qualifiés en matière environnementale.
En avril 2019, la Commission européenne considère que le label Reconnu garant de l'environnement (RGE) est source de distorsion de concurrence et demande à la France de le réformer (par une lettre de mise en demeure laissant deux mois pour la réponse, avant envoi d'un « avis motivé » puis éventuellement une saisine de la Cour de justice de l'UE). Selon la Commission, « Le système de certification [RGE] impose des conditions trop restrictives aux prestataires de services, et a des répercussions négatives disproportionnées sur les prestataires de services provenant d'autres États membres » ; et les conditions de certification (ex. : expérience antérieure dans le domaine, durée limitée de la certification) contreviennent aux règles de l'UE relatives aux services. 
A cette époque, des fraudes et des insuffisances sont régulièrement constatées dans le secteur de la rénovation énergétique. Par ailleurs, plusieurs assureurs opérant en libre prestation de services (LPS) — un régime européen qui permet à un assureur d’exercer dans un autre pays de l’UE sans y être physiquement implanté — ont fait défaut. Ils ont mis en difficulté de nombreux particuliers. L’un des objectifs du Plan de rénovation énergétique des bâtiments (PREB) en France est donc de renforcer les mécanismes garantissant la qualité des interventions des entreprises du secteur.
Alain Maugard (ancien directeur du Centre scientifique et technique du bâtiment, qui préside Qualibat et est l'un des copilotes du Preb) estime que l'Europe ne devrait pas considérer le fait de faire des travaux comme une prestation de services et note que nombre d'entreprises étrangères (frontalières en général) sont labellisées RGE, que n'importe quelle entreprise européenne a accès au label (si elle en respecte les principes et critères).

## Liste des entreprises RGE (reconnues garant de l'environnement) en 2022.
La liste des entreprises RGE est publiée chaque année par l'ADEME courant janvier. En 2022, 223 405 sociétés ont intégré cette liste issues de différents secteurs du bâtiment. Le label RGE n'est pas réservé à un certain type ou taille d'entreprise. Un artisan indépendant peut accéder au statut RGE et faire bénéficier ses clients des nombreuses aides de l'État qui y sont conditionnées.
Chaque département français dispose d'un catalogue d'entreprises RGE, y compris les plus petits départements.